# عيون الأفلاج
عيون الأفلاج هي مجموعة من العيون المائية والبحيرات التي كانت تقع في محافظة الأفلاج في السعودية. أدى الانخفاض المستمر لمستوى الماء في هذه العيون نتيجة لزيادة استغلالها ولانتشار الآبار الحديثة المعتمدة على الطبقة المائية المغذية لها إلى توقف تدفق الماء في السواقي والأفلاج واندثار معظمها.
كانت الأفلاج من المناطق التي تنتشر فيها العيون والبحيرات المائية، وكان يوجد فيها عدد كبير منها وصل عددها إلى نحو سبع عشرة عينًا، أهمها: «عين الرأي»، و«عين أم هيب»، و«عين الرويس»، و«عين الباطن»، و«عين أم برج»، و«عين الشقيبات»، و«عين أم البقر»، و«عين المليحة».

## جفافها
كانت معظم الزراعة في سهل الأفلاج معتمدة على الري من هذه العيون، حيث كان الأهالي في البداية يقومون بشق قنوات مكشوفة من هذه العيون إلى الأراضي المنخفضة القريبة منها ويمارسون فيها نشاطهم الزراعي. ومع استمرار استغلال هذه العيون وانخفاض مستوى الماء فقد اضطر هؤلاء المزارعون إلى إقامة مزارعهم بعيدًا عن العيون بحيث يكون مستوى المزرعة أكثر انخفاضًا من مستوى العين فيصل الماء إلى المزرعة مرة أخرى. ونظرًا لبعد المسافة وانخفاض مستوى الماء فقد ابتكروا طريقة أخرى لعمل السوافقي تقلل عليهم عناء الحفر وتقلل من فقدان الماء عن طريق التبخر، حيث اعتمدت هذه الطريقة على شق قنوات تحت سطح الأرض تتخللها فتحات سطحية تسمى «الخرز» تستخدم في تسهيل عملية الحفر كما تستخدم لاحقُا في تنظيف المجرى وصيانته. وتغطى هذه الفتحات بألواح من الجبس أو الحجر وتفتح عند الحاجة.
بلغ إجمالي المساحة المروية بهذه العيون عام 1383هـ/1963م (115 هكتارًا) وهي تعادل حوالي 5,4% من مجمل المساحة المروية في منطقة الأفلاج في ذلك الوقت. أدى الانخفاض المستمر لمستوى الماء في هذه العيون نتيجة لزيادة استغلالها ولانتشار الآبار الحديثة المعتمدة على الطبقة المائية المغذية لها إلى توقف تدفق الماء في السواقي والأفلاج واندثار معظمها. وقد قامت وزارة الزراعة والمياه نتيجة لذلك بإنشاء مشروع الري والصرف الذي يعتمد على ضخ المياه من هذه العيون إلى المناطق الزراعية بواسطة أنبوب قطره (50 سم) وطوله (6 كم) وبدأ تشغيله عام 1401هـ/1981م.